# Saint-Genouph
Saint-Genouph [sɛ̃ ʒənu]  est une commune française du département d'Indre-et-Loire, en région Centre-Val de Loire.
Ses habitants sont appelés les Génulphiens et Génulphiennes. Le nom de la commune se prononce « Saint-Genou ».

## Géographie
| Luynes La Loire |               | Fondettes La Loire |
| Berthenay       | Saint-Genouph | La Riche           |
| Savonnières     |               | Ballan-Miré        |

### Hydrographie

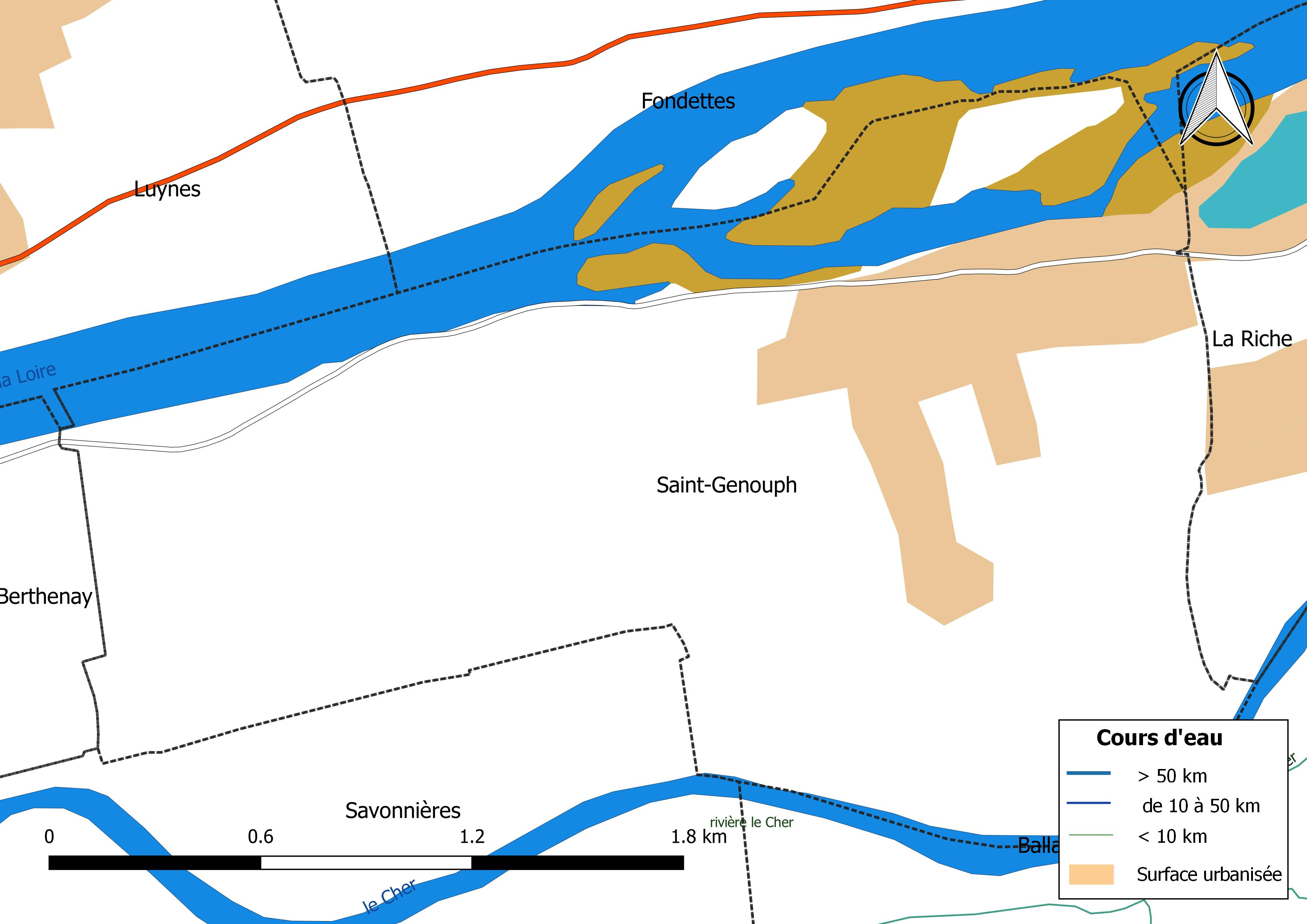
Réseau hydrographique de Saint-Genouph.

La commune est bordée sur son flanc nord par la Loire et traversée d'est en ouest par le Cher (0,416 km), qui constitue une partie de la limite communale. Le réseau hydrographique communal, d'une longueur totale de 2,42 km, comprend en outre un petit cours d'eau,.
Le Cher, d'une longueur totale de 365,5 km, prend sa source à 714 mètres d'altitude à Mérinchal, dans la Creuse et se jette dans la Loire à Villandry, à 40 m d'altitude, après avoir traversé 117 communes. Le Cher présente des fluctuations saisonnières de débit assez marquées. Sur le plan de la prévision des crues, la commune est située dans le tronçon du Cher tourangeau, dont la station hydrométrique de référence la plus proche est située à  Tours [Pont Saint Sauveur]. Le débit mensuel moyen (calculé sur 53 ans pour cette station) varie de 25,8 m3/s au mois d'août  à 192 m3/s au mois de février. Le débit instantané maximal observé sur cette station est de 1 000 m3/s le 24 mars 1988, la hauteur maximale relevée a été de 4,96 m le 5 juin 2016,.
Ce cours d'eau est classé dans les listes 1 et 2 au titre de l'article L. 214-17 du code de l'environnement sur le Bassin Loire-Bretagne. Au titre de la liste 1, aucune autorisation ou concession ne peut être accordée pour la construction de nouveaux ouvrages s'ils constituent un obstacle à la continuité écologique et le renouvellement de la concession ou de l'autorisation des ouvrages existants est subordonné à des prescriptions permettant de maintenir le très bon état écologique des eaux. Au titre de la liste 2, tout ouvrage doit être géré, entretenu et équipé selon des règles définies par l'autorité administrative, en concertation avec le propriétaire ou, à défaut, l'exploitant,. 
Sur le plan piscicole, le Cher est classé en deuxième catégorie piscicole. Le groupe biologique dominant est constitué essentiellement de poissons blancs (cyprinidés) et de carnassiers (brochet, sandre et perche).
Deux zones humides ont été répertoriées sur la commune par la direction départementale des territoires (DDT) et le conseil départemental d'Indre-et-Loire : « la boire de Grand Moulin » et « la vallée de la Loire de Mosnes à Candes-Saint-Martin »,.

### Climat
Pour des articles plus généraux, voir Climat du Centre-Val de Loire et Climat d'Indre-et-Loire.
En 2010, le climat de la commune est de type climat océanique altéré, selon une étude du CNRS s'appuyant sur une série de données couvrant la période 1971-2000. En 2020, Météo-France publie une typologie des climats de la France métropolitaine dans laquelle la commune est toujours exposée à un climat océanique altéré et est dans la région climatique  Moyenne vallée de la Loire, caractérisée par une bonne insolation (1 850 h/an) et un été peu pluvieux. 
Pour la période 1971-2000, la température annuelle moyenne est de 11,2 °C, avec une amplitude thermique annuelle de 14,8 °C. Le cumul annuel moyen de précipitations est de 681 mm, avec 11,5 jours de précipitations en janvier et 6,6 jours en juillet. Pour la période 1991-2020, la température moyenne annuelle observée sur la station météorologique de Météo-France la plus proche, sur la commune de Fondettes à 3 km à vol d'oiseau, est de 11,9 °C et le cumul annuel moyen de précipitations est de 725,7 mm,. Pour l'avenir, les paramètres climatiques de la commune estimés pour 2050 selon différents scénarios d'émission de gaz à effet de serre sont consultables sur un site dédié publié par Météo-France en novembre 2022.

## Urbanisme

### Typologie
Au 1er janvier 2024, Saint-Genouph est catégorisée commune rurale à habitat dispersé, selon la nouvelle grille communale de densité à sept niveaux définie par l'Insee en 2022.
Elle appartient à l'unité urbaine de Tours, une agglomération intra-départementale regroupant 38  communes, dont elle est une commune de la banlieue,,. Par ailleurs la commune fait partie de l'aire d'attraction de Tours, dont elle est une commune de la couronne,. Cette aire, qui regroupe 162 communes, est catégorisée dans les aires de 200 000 à moins de 700 000 habitants,.

### Occupation des sols
L'occupation des sols de la commune, telle qu'elle ressort de la base de données européenne d’occupation biophysique des sols Corine Land Cover (CLC), est marquée par l'importance des territoires agricoles (66,1 % en 2018), en diminution par rapport à 1990 (69,8 %). La répartition détaillée en 2018 est la suivante : 
terres arables (36,3 %), zones agricoles hétérogènes (29,9 %), zones urbanisées (12,2 %), eaux continentales (11,8 %), milieux à végétation arbustive et/ou herbacée (9,8 %), zones industrielles ou commerciales et réseaux de communication (0,1 %). L'évolution de l’occupation des sols de la commune et de ses infrastructures peut être observée sur les différentes représentations cartographiques du territoire : la carte de Cassini (XVIIIe siècle), la carte d'état-major (1820-1866) et les cartes ou photos aériennes de l'IGN pour la période actuelle (1950 à aujourd'hui).

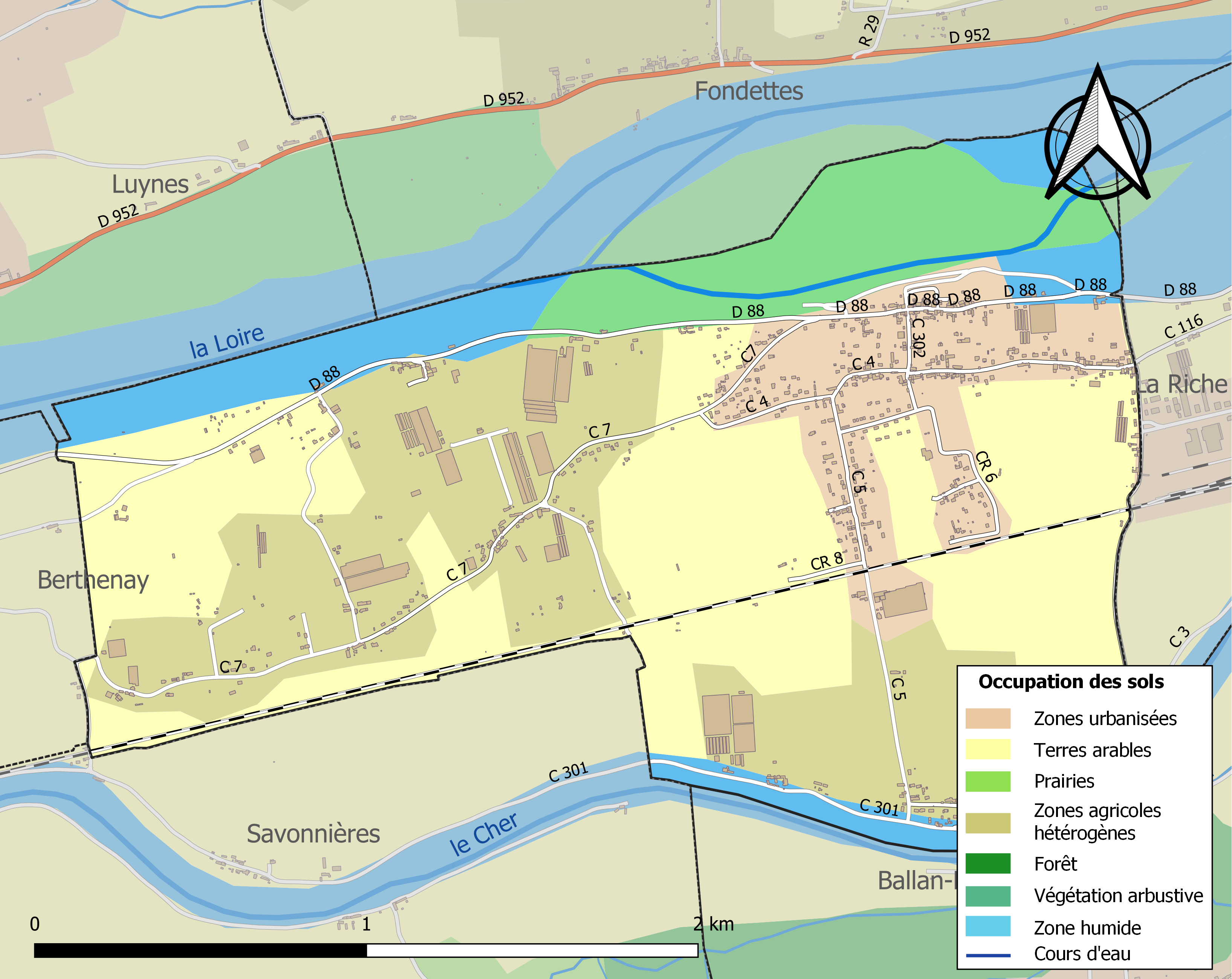
Carte des infrastructures et de l'occupation des sols de la commune en 2018 (CLC).

### Risques majeurs
Le territoire de la commune de Saint-Genouph est vulnérable à différents aléas naturels : météorologiques (tempête, orage, neige, grand froid, canicule ou sécheresse), inondations et séisme (sismicité faible). Un site publié par le BRGM permet d'évaluer simplement et rapidement les risques d'un bien localisé soit par son adresse soit par le numéro de sa parcelle.
Certaines parties du territoire communal sont susceptibles d’être affectées par le risque d’inondation par débordement de cours d'eau, notamment le Cher. La commune fait partie du territoire à risques importants d'inondation (TRI) de Tours, un des 21 TRI qui ont été arrêtés fin 2012 sur le bassin Loire-Bretagne et portés à 22 lors de l'actualisation de 2018. Des cartes des surfaces inondables ont été établies pour trois scénarios : fréquent (crue de temps de retour de 10 ans à 30 ans), moyen (temps de retour de 100 ans à 300 ans) et extrême (temps de retour de l'ordre de 1 000 ans, qui met en défaut tout système de protection),. La commune a été reconnue en état de catastrophe naturelle au titre des dommages causés par les inondations et coulées de boue survenues en 1982 et 1999,.

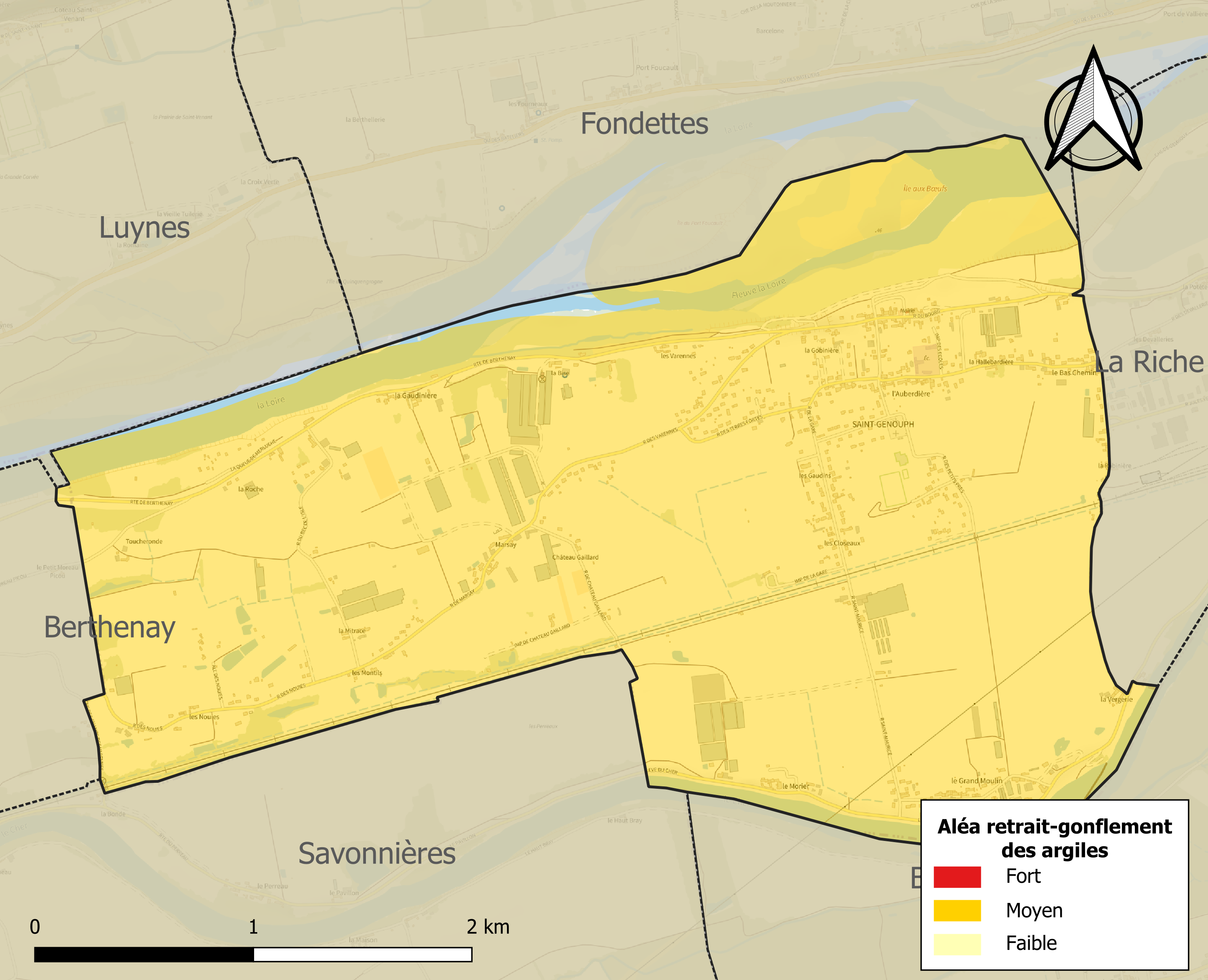
Carte des zones d'aléa retrait-gonflement des sols argileux de Saint-Genouph.

Le retrait-gonflement des sols argileux est susceptible d'engendrer des dommages importants aux bâtiments en cas d’alternance de périodes de sécheresse et de pluie. 98,9 % de la superficie communale est en aléa moyen ou fort (90,2 % au niveau départemental et 48,5 % au niveau national). Sur les 469 bâtiments dénombrés sur la commune en 2019, 469 sont en aléa moyen ou fort, soit 100 %, à comparer aux 91 % au niveau départemental et 54 % au niveau national. Une cartographie de l'exposition du territoire national au retrait gonflement des sols argileux est disponible sur le site du BRGM,.
Concernant les mouvements de terrains, la commune a été reconnue en état de catastrophe naturelle au titre des dommages causés par la sécheresse en 1997, 2011 et 2019 et par des mouvements de terrain en 1999.

## Histoire
La commune doit son nom à saint Genou, à ne pas confondre avec saint Guengoulph.

## Politique et administration
| Période                                  | Période  | Identité         | Étiquette | Qualité  |
| ---------------------------------------- | -------- | ---------------- | --------- | -------- |
| mars 2001                                | mai 2020 | Christian Avenet | PS        | Retraité |
| mai 2020                                 | En cours | Patricia Suard   |           |          |
| Les données manquantes sont à compléter. |          |                  |           |          |

## Population et société

### Démographie
L'évolution du nombre d'habitants est connue à travers les recensements de la population effectués dans la commune depuis 1793. Pour les communes de moins de 10 000 habitants, une enquête de recensement portant sur toute la population est réalisée tous les cinq ans, les populations de référence des années intermédiaires étant quant à elles estimées par interpolation ou extrapolation. Pour la commune, le premier recensement exhaustif entrant dans le cadre du nouveau dispositif a été réalisé en 2006.

En 2022, la commune comptait 1 022 habitants, en évolution de −3,4 % par rapport à 2016 (Indre-et-Loire : +1,67 %, France hors Mayotte : +2,11 %).
| 1793 | 1800 | 1806 | 1821 | 1831 | 1836 | 1841 | 1846 | 1851 |
| ---- | ---- | ---- | ---- | ---- | ---- | ---- | ---- | ---- |
| 400  | 338  | 418  | 330  | 375  | 406  | 393  | 411  | 389  |

| 1856 | 1861 | 1866 | 1872 | 1876 | 1881 | 1886 | 1891 | 1896 |
| ---- | ---- | ---- | ---- | ---- | ---- | ---- | ---- | ---- |
| 399  | 372  | 375  | 367  | 363  | 370  | 380  | 374  | 373  |

| 1901 | 1906 | 1911 | 1921 | 1926 | 1931 | 1936 | 1946 | 1954 |
| ---- | ---- | ---- | ---- | ---- | ---- | ---- | ---- | ---- |
| 331  | 362  | 338  | 348  | 340  | 310  | 334  | 457  | 480  |

| 1962 | 1968 | 1975 | 1982 | 1990 | 1999 | 2006  | 2011  | 2016  |
| ---- | ---- | ---- | ---- | ---- | ---- | ----- | ----- | ----- |
| 618  | 672  | 748  | 805  | 873  | 940  | 1 005 | 1 032 | 1 058 |

| 2021  | 2022  | - | - | - | - | - | - | - |
| ----- | ----- | - | - | - | - | - | - | - |
| 1 025 | 1 022 | - | - | - | - | - | - | - |

### Enseignement
Saint-Genouph se situe dans l'Académie d'Orléans-Tours (Zone B) et dans la circonscription de Langeais.
L'école primaire accueille les élèves de la commune.

## Lieux et monuments
- Gare de Saint-Genouph.